# Lê Thị Song An
Lê Thị Song An (sinh ngày 11 tháng 10 năm 1977 tại Thủ Thừa, Long An) là một chính trị gia người Việt Nam. Bà hiện là Ủy viên Ban Chấp hành Đảng ủy, Phó Giám đốc Sở Giáo dục và Đào tạo tỉnh Long An. Đại biểu Quốc hội Việt Nam khóa XV nhiệm kì 2021-2026 tỉnh Long An, Phó Trưởng đoàn Đại biểu Quốc hội Việt Nam khóa XV tỉnh Long An, Ủy viên Ủy ban Văn hóa, Giáo dục Quốc hội.

## Sự nghiệp
Bà vào Đảng ngày 2-9-2002
- 9/2000 - 8/2004: Giáo viên công tác tại trường THPT Thủ Thừa, Long An
- 9/2004 - 4/2013: Giáo viên công tác tại trường THPT Lê Quý Đôn, thành phố Tân An, Long An
- 5/2013 - 8/2014: Phó Hiệu trưởng trường THPT Lê Quý Đôn
- 9/2014 - 9/2015: Phó Trưởng Phòng Giáo dục và Đào tạo thành phố Tân An, Long An
- 10/2015 - 12/2019: Trưởng Phòng Giáo dục và Đào tạo thành phố Tân An, Long An
- 1/2020 - 9/2021: Phó Giám đốc Sở Giáo dục và Đào tạo Long An, Ủy viên BCH Đảng bộ Sở Giáo dục và Đào tạo tỉnh Long An
- 7/2021 - nay: Đại biểu Quốc hội khóa XV, Ủy viên Ủy ban Văn hóa, Giáo dục của Quốc hội và Phó Trưởng Đoàn ĐBQH chuyên trách tỉnh Long An